# 交換手

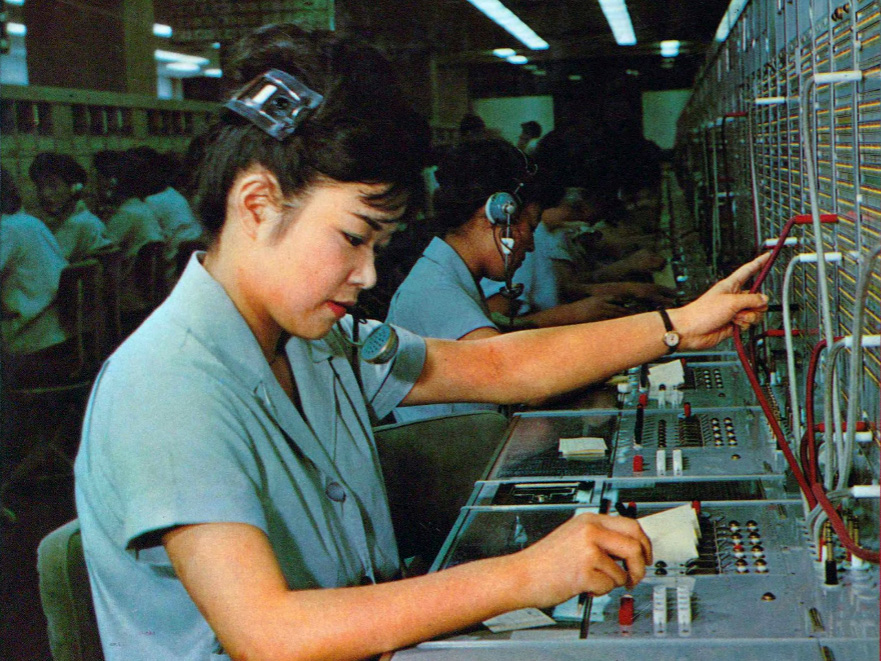
電電公社東京市外電話局の交換手（1963年）

交換手（こうかんしゅ 英:Telephone operator または Switchboard operator ）は、電話機を用いる通信で電話回線を接続する業務者およびその職業。電話交換手（でんわこうかんしゅ）、オペレーターなど称する。
国内通話の初期に、自動電話交換機が普及する1960年頃まで存在した。コレクトコール、国際電話、衛星電話の初期にもオペレーターが存在した。この項では、一般的な形態の国内通話における電話交換手について扱う。

## 概要

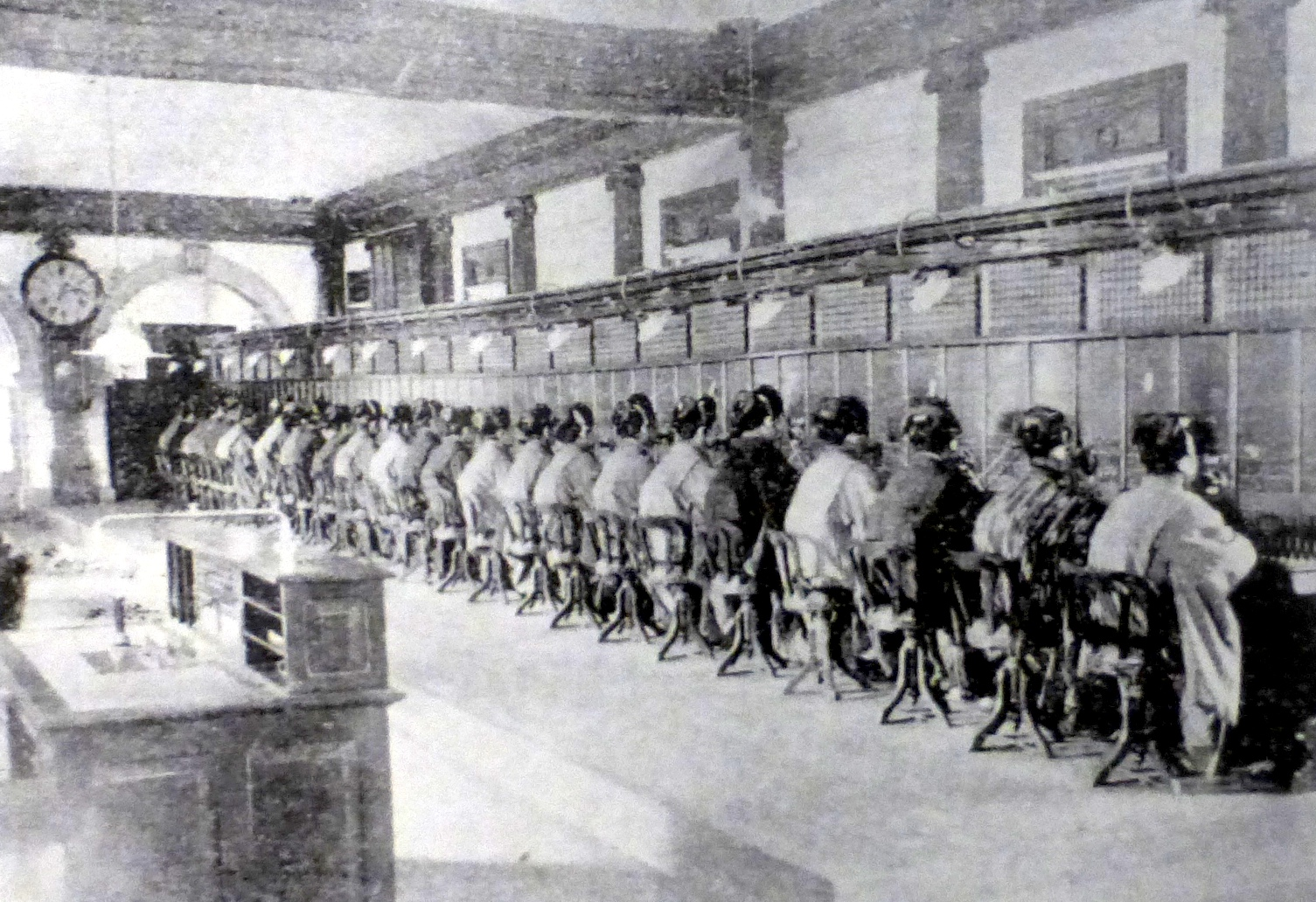
八重洲町電話交換局
（1902年頃）

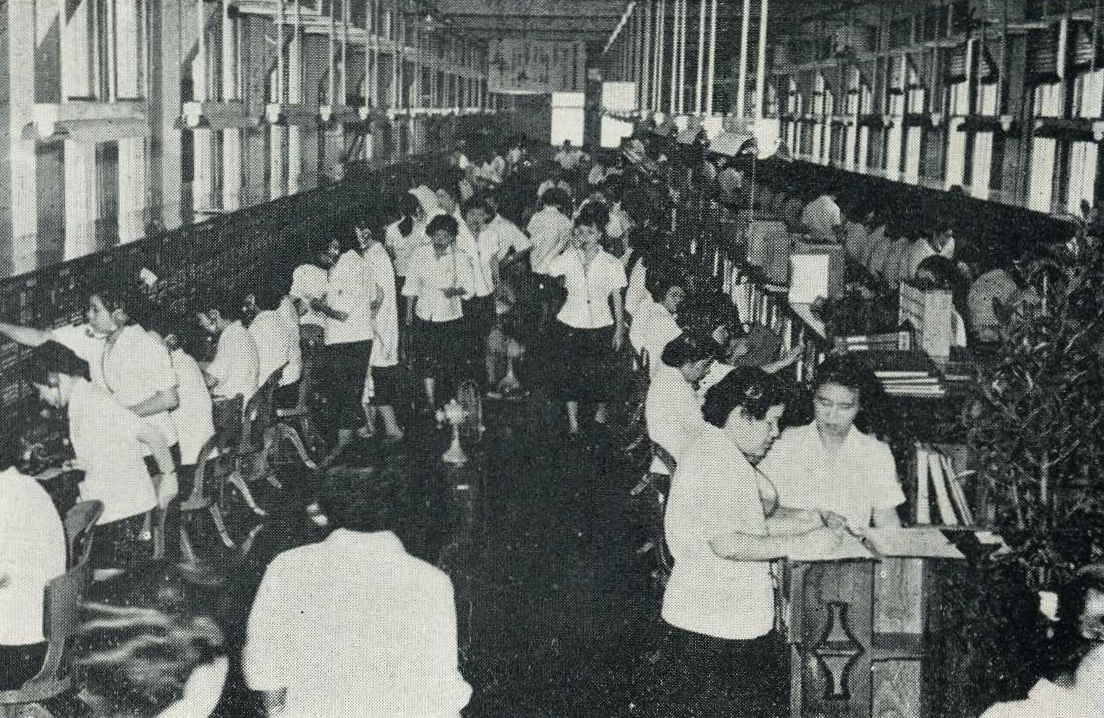
広島電話局市外交換室
（1955年頃）

自動交換機の登場以前は、共同加入回線を介して電話をかける以外では、交換手の補助が不可欠だった。初期の電話機には電話番号を入力するためのコンソールがなく、受話器を上げて電源を入れると、交換手の常駐する電話局に直通した。電話機#初期の電話機、交換手時代の電話機参照。
発呼者はまず、電話局の交換手と話をする。発呼者は交換手に、呼び出したい相手先を伝え、交換手はその要求に従い、パッチパネルの構造を持つ、手動の電話交換台により、接続用ケーブル両端の電話プラグを、交換機にある発呼者側・着信側それぞれのジャックに差し込むことによって回線を接続し、互いの通話を可能にした。
6.3ミリメートル（4分の1インチ「標準サイズ」）径のプラグおよびジャックを「フォーンプラグ」「フォーンジャック」と呼ぶのは、このときに交換機に広く用いられた規格に由来する。
電話交換手は一般的に、非常に強力なコミュニケーション能力が必要とされた。交換手の遠距離ダイヤル通話と顧客の長距離直接通話 (DDD) 回線が登場する前は、電話交換手が遠方の電話局にいる相手と協力して長距離電話（市外通話）を完了していた。通話は完全管理の状態で、交換手はプライベートな会話を聞くことができる立場だった。
固定電話から固定電話への公衆回線だけでなく、オフィス、官公庁等の大きな建物内で内線電話をさばくための交換手も存在した。代表番号でかかってきた電話呼び出し（外線）に応じ、内線交換機 (PBX) を用いて正しい部署に接続する業務だった。内線オペレーターの役割および責任の度合いは雇用規定によって大きく異なった。公衆回線同様、交換の自動化（後述）が果たされ、内線オペレーターは上記のような煩雑な作業を必要としなくなった。

### 交換台
各ジャックの上部には、各回線が自身の電話機を起動したときに点灯するライトがあった。交換手はそのライトの点灯を確認し、発信者とつないだ。電話局からの線は通常、一番下の列に沿って配置されていた。多くの交換台には、交換手が通話に参加できる機能が付随した。
交換台は担当可能な交換手人数別に、以下に分けられる。
- 単座席 - 1人の交換手が取り扱う小規模のもの。
- 単式複座席 - 回線を区分して収容した交換台を複数並べたもの。他の交換台に収容された回線との接続は複数の交換手が共同で取り扱うため効率が悪い。
- 複式複座席 - 1つの回線を複数の交換台に複式で収容し、交換台間の共同操作の確率を低くしたもの。

## 歴史

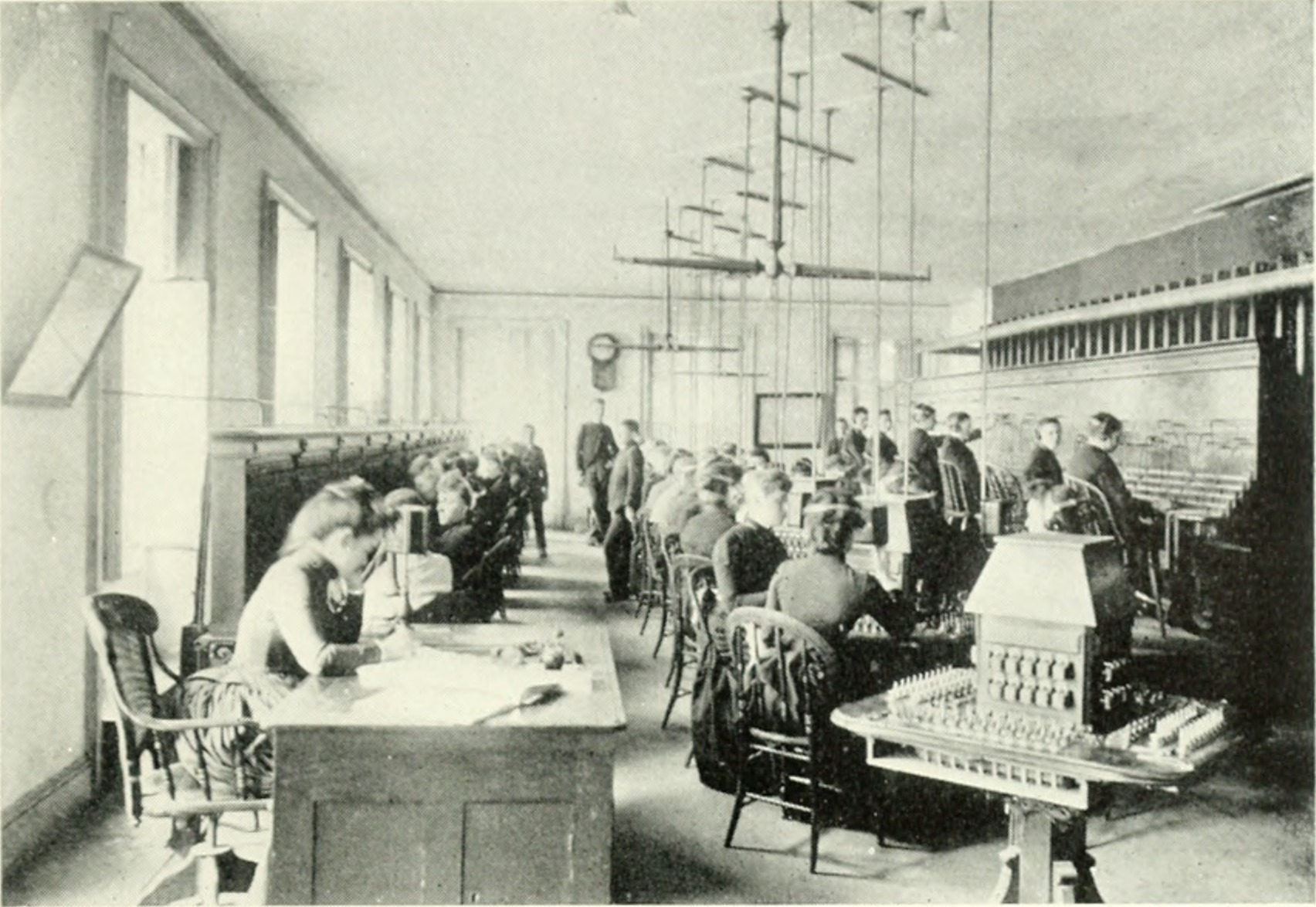
1880年代ニューヨークの電話交換、男女どちらも交換手

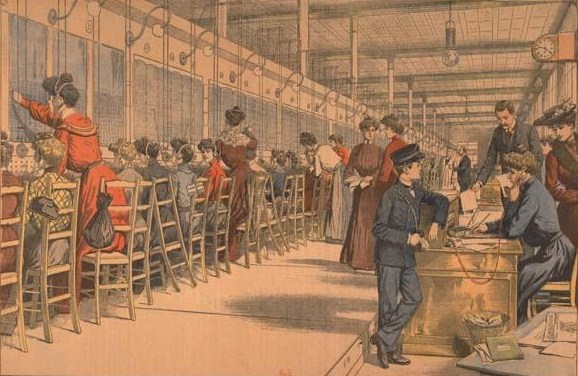
1900年パリの電話局にて、業務中の女性交換手

1878年1月にボストン電話通信会社 (Boston Telephone Dispatch company) で働き始めたジョージ・ウィラード・クロイが、世界最初の電話交換手となった。

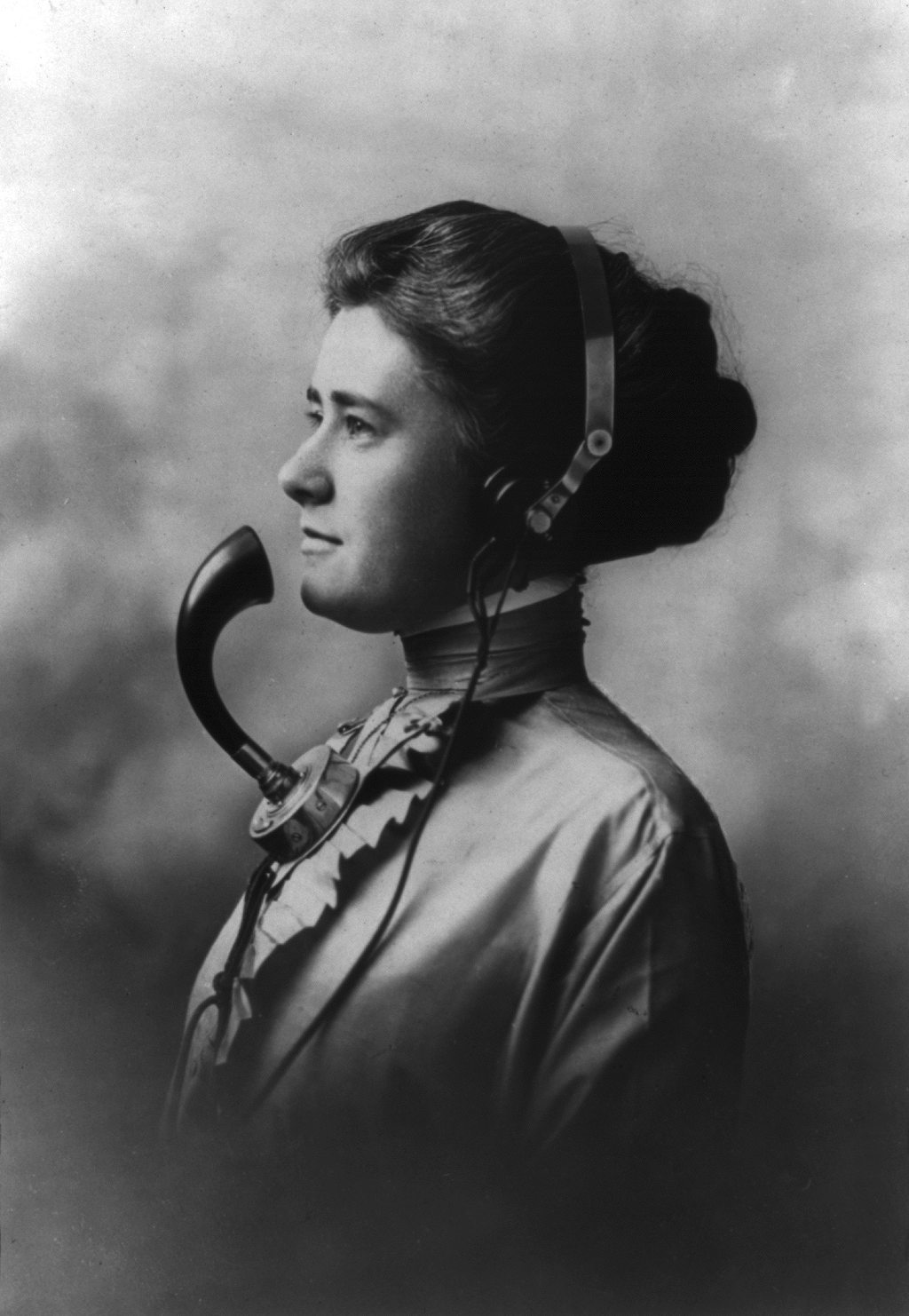
アメリカ合衆国の電話交換手、1911年

1878年9月1日にボストン電話通信会社で働き始めたエマ・ナットが、女性初の電話交換手となった。女性が採用された理由は、これまで交換手として雇われていた10代少年たちの態度や行動が受け入れられなかったためである。エマはアレクサンダー・グラハム・ベルに雇われ 、ニューイングランド電話電信会社（全国ベル電話、アメリカベル電話を経てAT&Tとなる）の電話帳にある全ての番号を思い出すことができた、とも伝えられる 。幾つかの理由から、この分野の労働力としてより多くの女性が男性に代替した。一般的に女性の応対は発信者に対してより丁寧で、女性の労働は男性に比べて安価であることに、会社は気付いた。男性の給与の4分の1から半分の額が女性への支払いであった。
日本では1890年（明治23年）に電話サービスが開始され、東京に11人うち女性9人、横浜に4人の交換手が配置された。1900年（明治33年）に東京だけで女性330人、男性100人が電話交換手に就いた。
1898年にハリオット・ダーリーがアメリカ合衆国議会議事堂で最初の電話交換手になった。
通信隊女子電話交換手部隊 (Signal Corps Female Telephone Operators Unit) に所属した第一次世界大戦時の二か国語を話す米国の女性電話交換手は、ハロー・ガールズの俗称で知られた。彼女たちは1978年まで軍の部隊として正式に認められなかった。
電話加入者数の増加とともに交換機は高い位置にも設置せざるをえなくなった。日本は1920年代に、背丈の低い交換手は高い位置にある交換機まで手が届かない高さになり、下駄が用いられた。
電話加入者数の増加が進み、回線使用量が増え、顧客のプライバシー確保や人件費削減が求められ、電話交換は機械化された。日本は1926年（大正15年）に東京と横浜間で自動交換機が導入され、大都市から自動化が進んだ。米国は1983年にメイン州ブライアント・ポンドで交換機が交換された際、スーザン・グラインズが手動クランク式電話の最後の電話交換手となった 。1991年でもカリフォルニア州カーマン やニューサウスウェールズ州ワーナリングなど農村部は手動の電話局交換機が稼働したが、それらは手動クランク式のマグネトーを備えていない集中バッテリーシステムだった。
コンピュータ化された電話ダイヤルシステムの開発により、電話呼び出しは、第三者の介在なしに、発信者によって自動的・直接的に実施されるようになり、現代において大規模な事業所等で残っている業種としての「オペレーター」は、受付および取り次ぎやモーニングコールのような種類のコンシェルジュ的な業務のみを名残りとしている。